# Mauro Lustrinelli
Mauro Lustrinelli (Bellinzona, 26 febbraio 1976) è un allenatore di calcio ed ex calciatore svizzero, di ruolo attaccante, tecnico del Thun.

## Carriera

### Club
Esordì nell'AC Bellinzona, squadra della sua città natale, di cui vestì la maglia dal 1993 al 2001, realizzando 109 reti in 169 presenze nelle serie minori del campionato svizzero di calcio. Lasciato il Canton Ticino passò nella Lega Nazionale A, giocando tre stagioni con l'FC Wil, fino al marzo del 2004 quando passò al Thun.
Proprio con la squadra del Canton Berna, ottenne il miglior risultato della carriera, giungendo al secondo posto della Super League 2004-2005 ed ottenendo la qualificazione al Secondo turno preliminare della UEFA Champions League 2005-2006. Battuti Dinamo Kiev e Malmö FF nei preliminari, disputò anche la fase a gironi della Champions prima di passare, nel gennaio del 2006, allo Sparta Praga con il quale disputò 13 partite e segnò 3
gol nella seconda parte del 1. liga 2005-2006. La stagione successiva realizzò 2 gol in 12 gare ed a gennaio del 2007 tornò in Svizzera nel Lucerna.
Nell'estate del 2008 ha siglato un contratto triennale con il Bellinzona, la squadra del suo esordio, tornata nella Super League, la massima categoria calcistica elvetica, dopo anni di assenza.
Il 15 febbraio 2010 viene ufficializzato il passaggio in prestito allo Young Boys. Nel club della capitale elvetica mette a segno 3 reti in 13 incontri e sfiora la vittoria del titolo nazionale, sfumato all'ultima giornata nello scontro diretto contro il Basilea. A fine stagione fa ritorno nel club ticinese.
La stagione seguente (con 14 reti) termina con la retrocessione del Bellinzona. Lustrinelli firma un contratto con il Thun ma, a gennaio del 2012, annuncia il suo immediato ritiro accettando la proposta di diventare assistente allenatore.

### Nazionale
Grazie alle sue brillanti prestazioni nella squadra del Thun in Champions League, venne convocato nella nazionale per la prima volta ed esordì contro la Norvegia nell'agosto del 2005. Fu incluso nella rosa della nazionale per il Campionato mondiale di calcio 2006 in Germania e, nonostante il prolifico campionato con il Lucerna (16 reti) nella stagione 2007-2008, non è stato convocato per il campionato europeo di calcio 2008.

## Statistiche

### Cronologia presenze e reti in nazionale
| Cronologia completa delle presenze e delle reti in nazionale ― Svizzera | Cronologia completa delle presenze e delle reti in nazionale ― Svizzera | Cronologia completa delle presenze e delle reti in nazionale ― Svizzera | Cronologia completa delle presenze e delle reti in nazionale ― Svizzera | Cronologia completa delle presenze e delle reti in nazionale ― Svizzera | Cronologia completa delle presenze e delle reti in nazionale ― Svizzera | Cronologia completa delle presenze e delle reti in nazionale ― Svizzera | Cronologia completa delle presenze e delle reti in nazionale ― Svizzera |
| Data                                                                    | Città                                                                   | In casa                                                                 | Risultato                                                               | Ospiti                                                                  | Competizione                                                            | Reti                                                                    | Note                                                                    |
| ----------------------------------------------------------------------- | ----------------------------------------------------------------------- | ----------------------------------------------------------------------- | ----------------------------------------------------------------------- | ----------------------------------------------------------------------- | ----------------------------------------------------------------------- | ----------------------------------------------------------------------- | ----------------------------------------------------------------------- |
| 17-8-2005                                                               | Oslo                                                                    | Norvegia                                                                | 0 – 2                                                                   | Svizzera                                                                | Amichevole                                                              | -                                                                       | 80’                                                                     |
| 3-9-2005                                                                | Basilea                                                                 | Svizzera                                                                | 1 – 1                                                                   | Israele                                                                 | Qual. Mondiali 2006                                                     | -                                                                       | 82’                                                                     |
| 7-9-2005                                                                | Strovolos                                                               | Cipro                                                                   | 1 – 3                                                                   | Svizzera                                                                | Qual. Mondiali 2006                                                     | -                                                                       | 81’                                                                     |
| 8-10-2005                                                               | Berna                                                                   | Svizzera                                                                | 1 – 1                                                                   | Francia                                                                 | Qual. Mondiali 2006                                                     | -                                                                       | 83’                                                                     |
| 1-3-2006                                                                | Glasgow                                                                 | Scozia                                                                  | 1 – 3                                                                   | Svizzera                                                                | Amichevole                                                              | -                                                                       | 73’                                                                     |
| 19-6-2006                                                               | Dortmund                                                                | Togo                                                                    | 0 – 2                                                                   | Svizzera                                                                | Mondiali 2006 - 1º turno                                                | -                                                                       | 87’                                                                     |
| 26-6-2006                                                               | Colonia                                                                 | Svizzera                                                                | 0 – 0 dts (0 – 3 dtr)                                                   | Ucraina                                                                 | Mondiali 2006 - Ottavi di finale                                        | -                                                                       | 116’                                                                    |
| 16-8-2006                                                               | Vaduz                                                                   | Liechtenstein                                                           | 0 – 3                                                                   | Svizzera                                                                | Amichevole                                                              | -                                                                       | 61’                                                                     |
| 2-9-2006                                                                | Basilea                                                                 | Svizzera                                                                | 1 – 0                                                                   | Venezuela                                                               | Amichevole                                                              | -                                                                       | 68’                                                                     |
| 6-9-2006                                                                | Lancy                                                                   | Svizzera                                                                | 2 – 0                                                                   | Costa Rica                                                              | Amichevole                                                              | -                                                                       | 46’                                                                     |
| 11-10-2006                                                              | Innsbruck                                                               | Austria                                                                 | 2 – 1                                                                   | Svizzera                                                                | Amichevole                                                              | -                                                                       | 46’                                                                     |
| 10-9-2008                                                               | Zurigo                                                                  | Svizzera                                                                | 1 – 2                                                                   | Lussemburgo                                                             | Qual. Mondiali 2010                                                     | -                                                                       | 65’ 77’                                                                 |
| Totale                                                                  |                                                                         | Presenze                                                                | 12                                                                      |                                                                         | Reti                                                                    | 0                                                                       |                                                                         |

### Statistiche da allenatore

#### Club
Statistiche aggiornate al 25 maggio 2025.
| Stagione        | Squadra         | Campionato      | Campionato | Campionato | Campionato | Campionato | Coppe nazionali | Coppe nazionali | Coppe nazionali | Coppe nazionali | Coppe nazionali | Coppe continentali | Coppe continentali | Coppe continentali | Coppe continentali | Coppe continentali | Altre coppe | Altre coppe | Altre coppe | Altre coppe | Altre coppe | Totale | Totale | Totale | Totale | % Vittorie | Piazzamento |
| Stagione        | Squadra         | Comp            | G          | V          | N          | P          | Comp            | G               | V               | N               | P               | Comp               | G                  | V                  | N                  | P                  | Comp        | G           | V           | N           | P           | G      | V      | N      | P      | %          | Piazzamento |
| --------------- | --------------- | --------------- | ---------- | ---------- | ---------- | ---------- | --------------- | --------------- | --------------- | --------------- | --------------- | ------------------ | ------------------ | ------------------ | ------------------ | ------------------ | ----------- | ----------- | ----------- | ----------- | ----------- | ------ | ------ | ------ | ------ | ---------- | ----------- |
| mar.-giu. 2017  | Thun            | SL              | 11         | 5          | 3          | 3          | CS              | -               | -               | -               | -               | -                  | -                  | -                  | -                  | -                  | -           | -           | -           | -           | -           | 11     | 5      | 3      | 3      | 45,45      | Sub. 6°     |
| 2022-2023       | Thun            | CL              | 36         | 12         | 13         | 11         | CS              | 4               | 2               | 1               | 1               | -                  | -                  | -                  | -                  | -                  | -           | -           | -           | -           | -           | 40     | 14     | 14     | 12     | 35,00      | 6°          |
| 2023-2024       | Thun            | CL              | 36+2       | 23+0       | 7+1        | 6+1        | CS              | 2               | 1               | 0               | 1               | -                  | -                  | -                  | -                  | -                  | -           | -           | -           | -           | -           | 40     | 24     | 8      | 8      | 60,00      | 2°          |
| 2024-2025       | Thun            | CL              | 36         | 21         | 9          | 6          | CS              | 2               | 1               | 0               | 1               | -                  | -                  | -                  | -                  | -                  | -           | -           | -           | -           | -           | 38     | 22     | 9      | 7      | 57,89      | 1° (prom.)  |
| Totale carriera | Totale carriera | Totale carriera | 121        | 61         | 33         | 27         |                 | 8               | 4               | 1               | 3               |                    |                    |                    |                    |                    |             |             |             |             |             | 129    | 65     | 34     | 30     | 50,39      |             |

#### Nazionale elvetica Under-21
Statistiche aggiornate al 19 giugno 2019.
| 2018                 | Svizzera U-21        | Qual. Euro U-21 2019 | Subentrato, 5º nel Gruppo 8, non qualificato | 3  | 1  | 0 | 2 | 33,33   | 4  | 6  | -2  |
| 2019                 | Svizzera U-21        | Qual. Euro U-21 2021 | 2º nel Gruppo 2, qualificato                 | 4  | 4  | 0 | 0 | 100,00& | 11 | 2  | +9  |
| 2020                 | Svizzera U-21        | Qual. Euro U-21 2021 | 2º nel Gruppo 2, qualificato                 | 6  | 5  | 0 | 1 | 83,33   | 15 | 6  | +9  |
| mar. 2021            | Svizzera U-21        | Euro U-21 2021       | 3º nel Girone D                              | 3  | 1  | 0 | 2 | 33,33   | 3  | 6  | -3  |
| Dal 2018             | Svizzera U-21        | Amichevoli           |                                              | 0  | 0  | 0 | 0 | —       | 0  | 0  | 0   |
| Totale Svizzera U-21 | Totale Svizzera U-21 | Totale Svizzera U-21 | Totale Svizzera U-21                         | 16 | 11 | 0 | 5 | 68,75   | 33 | 20 | +13 |

## Palmarès

### Giocatore
- Coppa della Repubblica Ceca: 1

Sparta Praga: 2005-2006

### Allenatore
- Challenge League: 1

Thun: 2024-2025